# ربيعة بن ثابت الرقي
ربيعة بن ثابت بن لجأ بن العيزار بن لجأ الأسدي الأنصاري الرقِّي (؟ - 198 هـ/814م) شاعر عربي من العصر العباسي الأول.

## سيرته
ولِدَ ربيعة بن ثابت الرقي في مدينة الرِقَّة، زمن الدولة الأمويَّة، وتاريخ ميلاده غير معروف، وهو مولى بني سليم. نشأ ربيعة في مسقط رأسه، وفقد بصره في سنٍّ صغيرة، وكان يُلقَّب بالغاوي، ولم يتصل ربيعة بمعاصريه من الشعراء والحكام، وهو ما ساهم في شعبيته المنخفضة. هجا ربيعة والي أرمينية يزيد بن أبي أُسَيد السلمي، ومدح العباس بن محمد بن علي، وهو عم هارون الرشيد، وأعطاه العباس مقابل مديحه دينارين فقط، ولمَّا علم الرشيد استدعى ربيعة وكافأه بثلاثين ألف درهم. تُوفِّي ربيعة الرقي في سنة 198هـ.

## شعره
ربيعة بن ثابت الرقي شاعر مُحدِّث مُكثر، وكان يعتني بأبياته ويُنقِّحها، إلا أنَّه مع جودة أشعاره لم يكن مشهوراً بين العوام، ويمتدح النقاد المعاصرون شعره، ورأى ابن المعتز أنَّه أفضل من أبي نواس في الغزل، الذي شغل الجزء الأكبر من ديوانه. في العصر الحديث اعتنى بشعره يوسف بكار ونُشِرَ ديوان ربيعة بتحقيقه في بغداد عام 1990 صادر عن وزارة الإعلام العراقيَّة، وفي نفس العام نُشِرَ ديوانه بتحقيق زكي ذاكر العاني في دمشق صادر عن وزارة الثقافة السوريَّة.